# Братский корпус Валдайского Иверского монастыря
Братский корпус — памятник архитектуры. Расположен в западной части Валдайского Иверского монастыря.
Эти кельи впервые упоминаются в 1739 году. До 1764 года к изначальной северной была пристроена южная секция, повторяющая планировку оригинала. Здание — двухэтажное, прямоугольное в плане (45,2 х 10,4 м без учёта двух западных двухэтажных пристроек), в нём сочетаются традиционные приёмы и новый тип планировки — группировка келий по несколько штук вокруг сеней, они же рабочая комната; всего три группы. У здания кирпичный декор, детали наличников выполнены из известняка, изначальной отделкой была тонкая известковая обмазка с полихромной окраской.
В XX веке здание приспособили под жильё, незначительно изменив планировку перегородками. В 1986—1988 годах южная часть была укреплена, в 1992 году были выполнены обмеры, в 2004—2006 годах корпус обследовали и отреставрировали с возвращением изначальной функции. Кроме нескольких помещений на севере второго этажа, сохранилась изначальная структура здания.
Два двухэтажных объёма «ретирад» на западном фасаде при реставрации были восстановлены по натурным следам, в них разместили санузлы и душевые. В здание при реставрации провели новые отопление, водопровод, канализацию и электричество.